# Betulapion simile
Betulapion simile – gatunek chrząszcza z rodziny pędrusiowatych i podrodziny Apioninae. Zamieszkuje Eurazję i Amerykę Północną. Żeruje na brzozach.

## Taksonomia
Gatunek ten opisany został po raz pierwszy w 1811 roku przez Williama Kirby’ego pod nazwą Apion simile. Klasyfikowany był w XX wieku w podrodzajach Apion (Eutrichapion) i Apion (Trichapion). W 1990 roku Miguel Á. Alonso-Zarazaga wyniósł te podrodzaje do rangi rodzajów. W 1994 roku Jean-Marie Ehret przeniósł omawiany gatunek do nowego rodzaju Betulapion i wyznaczył jego gatunkiem typowym.
W obrębie omawianego taksonu wyróżnia się dwa podgatunki:
- Betulapion simile simile (Kirby, 1811)
- Betulapion simile walshii (Smith, 1884)

## Morfologia
Chrząszcz o smukłym ciele długości od 1,7 do 2,4 mm. Ubarwienie ma czarne, na stronie grzbietowej z wyraźnym lub niewyraźnym połyskiem spiżowym, zaznaczonym przede wszystkim na pokrywach. Wierzch ciała porastają dobrze widoczne, ale cienkie włoski (włosowate łuski). Na spodzie ciała owłosienie jest białe, zagęszczone zwłaszcza na biodrach przedniej pary, mezopleurach, metapleurach oraz bokach śródpiersia i zapiersia; zagęszczenia te są bardziej widoczne u samca, który ponadto odznacza się wyraźniejszymi łatkami długich, promieniście się rozchodzących, nieco odstających włosków (rzęs) pod oczami. 
Głowę cechują: wypukłe, okrągłe do lekko wydłużonych, u samca większe niż u samicy oczy, niewysokie i nie wykraczające poza połowę długości oczu kile podoczne oraz słabo sklepione, mikrosiateczkowane czoło o słabo zaznaczonych punktach i bruzdach. U samca ryjek jest prawie prosty, od 1,15 do 1,3 raza dłuższy niż przedplecze, wyraźnie krótszy niż przedplecze i głowa razem wzięte, pośrodku nieznacznie rozszerzony, w połowie nasadowej owłosiony, a w wierzchołkowej nagi i błyszczący. U samicy zaś jest on lekko zakrzywiony, od 1,5 do 2 razy dłuższy niż przedplecze, mniej więcej tak długi jak głowa i przedplecze razem wzięte, nierozszerzony pośrodku, nieowłosiony, w wierzchołkowej połowie drobniej punktowany i bardziej błyszczący niż w nasadowej. Rowki na spodzie ryjka zanikają ku tyłowi. Zwieńczone owalną, dwukrotnie dłuższą niż szerszą buławką czułki są u samca osadzone około nasadowych 0,4 długości ryjka, a u samicy około nasadowych 0,3 jego długości.
Przedplecze jest krótkie, wyraźnie szersze niż dłuższe, prawie walcowate, o bokach delikatnie ku przodowi zaokrąglonych i lekko dwufalistej krawędzi tylnej nieznacznie szerszej od przedniego brzegu pokryw. Powierzchnia przedplecza ma dość gęste i przeciętnej grubości do grubego punktowanie oraz średnio głęboki, bruzdowaty dołek przedtarczkowy. Podłużnie prostokątna z zaokrąglonym szczytem tarczka jest naga, niepunktowana i opatrzona wzdłużną bruzdą. Pokrywy są podługowato-owalne, najszersze za środkiem, słabo ku tyłowi rozszerzone. Międzyrzędy są przeciętnie wysklepione i dwukrotnie szersze od rzędów. Rzędy szósty i siódmy, a najsilniej pierwszy są od przodu skrócone. Na każdej pokrywie występuje pojedyncza szczecinka wyspecjalizowana, wyrastająca na tylnym końcu dziewiątego międzyrzędu. Biodra środkowej pary są wąsko rozstawione. Owłosiony wyrostek międzybiodrowy śródpiersia leży na tej samej wysokości co guzowaty, mocno obrzeżony wyrostek zapiersia. Odnóża mają wyposażone w ząbek nasadowy pazurki stóp. Samiec ma na goleniach środkowej i tylnej pary cierniowatą wypustkę (mucro) w kącie wewnętrzno-wierzchołkowym, przy czym ta na goleni środkowej pary jest ząbkowana. 
Szew pomiędzy średnio wypukłymi pierwszym i drugim z widocznych sternitów odwłoka jest po bokach zaznaczony, a pośrodku zatarty. Pierwszy z nich jest 1,6 raza dłuższy niż drugi. Piąty z widocznych sternitów jest u samicy z tyłu zaokrąglony, a u samca ścięty. Szczytowa listewka samczego pygidium ma lekkie wycięcie. Genitalia samca mają płaty parameroidalne do ⅔ rozdzielone głębokim wcięciem, każdy z trzema krótkimi szczecinkami makroskopowymi na zesklerotyzowanej części nasadowej i kilkoma szczecinkami mikroskopowymi na części wierzchołkowej. Stawowo z wolnym pierścieniem połączone prostegium ma głębokie wykrojenie, ostry i zesklerotyzowany wyrostek środkowy oraz dwa wyraźne, podłużne wzmocnienia wykraczające poza szczytowe krawędzie wąskich, poprzecznych i stykających się okienek. Dość wyraźnie spłaszczony płat środkowy edeagusa (prącie) w widoku grzbietowym ma boki zbiegające się ku zaokrąglonemu szczytowi, a w widoku bocznym jest silnie zakrzywione i na szczycie odgięte. Ząbki w endofallusie gęsto rozmieszczone są w czterech szeregach.

## Biologia i ekologia

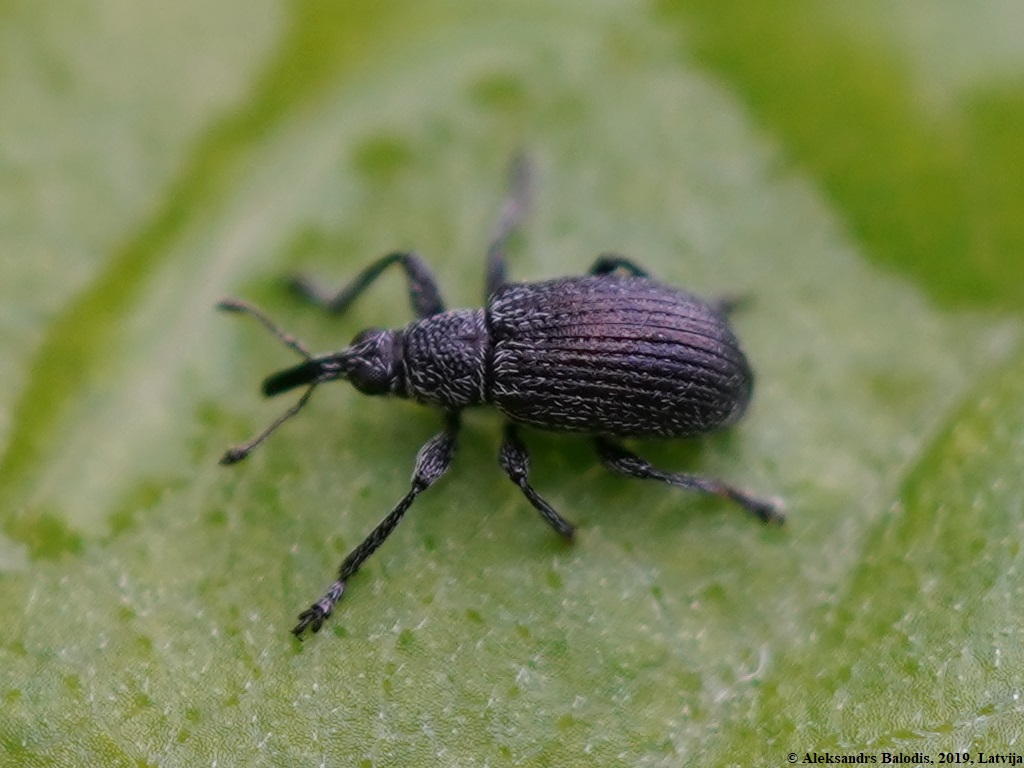
Imago w środowisku naturalnym

Owad rozmieszczony od nizin po góry. Zarówno larwy, jak i postacie dorosłe są monofagicznymi fitofagami brzóz. W Eurazji żerują na brzozie brodawkowatej i omszonej, natomiast w Ameryce Północnej główną ich rośliną pokarmową jest brzoza papierowa.
Jaja składane są przez samicę w okolicy wierzchołka kwiatostanu żeńskiego (kotki). Beznoga larwa o wygiętym ciele jest endofagiczna i żerując na niedojrzałych nasionach, drąży tunel o przebiegu równoległym do osi kotki, kierując się ku jej podstawie. W nasadowej części kotki wyrośnięta larwa wydrąża komorę poczwarkową, po czym tworzy z odpadków po żerowaniu kokon i w nim się przepoczwarcza. Żerowanie larw prowadzić może do przerostu owocostanu.

## Rozprzestrzenienie
Gatunek holarktyczny, w całym zasięgu będący jedynym reprezentantem rodzaju.
Podgatunek nominatywny jest palearktyczny, w Europie znany z Hiszpanii, Wielkiej Brytanii, Francji, Luksemburga, Holandii, Niemiec, Austrii, Włoch, Danii, Szwecji, Norwegii, Finlandii, Estonii, Łotwy, Litwy, Polski, Czech, Słowacji, Węgier oraz północy i centrum europejskiej części Rosji, w Afryce Północnej z Algierii, a w Azji z syberyjskiej i dalekowschodniej części Rosji, anatolijskiej części Turcji i Mongolii. Na starym kontynencie wykracza północną granicą zasięgu daleko za koło podbiegunowe. W Europie Środkowej jest niezbyt częsty.
Podgatunek B. s. walshii zamieszkuje nearktyczną Amerykę Północną, w tym Stany Zjednoczone i Kanadę od Kolumbii Brytyjskiej po Labrador i Nową Fundlandię.